# Jati Tengah
Jati Tengah is een bestuurslaag in het regentschap Sragen van de provincie Midden-Java, Indonesië. Jati Tengah telt 2823 inwoners (volkstelling 2010).